# Periphyllus coleoptis
Periphyllus coleoptis är en insektsart. Periphyllus coleoptis ingår i släktet Periphyllus och familjen långrörsbladlöss. Inga underarter finns listade i Catalogue of Life.